# شیلا گابل
شیلا گابل (ایتالیایی: Scilla Gabel؛ زادهٔ ۴ ژانویهٔ ۱۹۳۸) بازیگر اهل ایتالیا است.
از فیلم‌های او می‌توان به ستارگان پائین را می‌نگردند، یاغیان ازدواج، مردان خشن، ماجراهای شگفت‌انگیز تارزان و پاهای طلایی اشاره کرد.